# La Grange-aux-Bois
Pour les articles homonymes, voir La Grange aux Bois.
La Grange-aux-Bois est un quartier résidentiel du sud-est de la ville de Metz, en Moselle.

## Géographie

### Localisation
Le quartier se situe sous la zone industrielle de Borny et le quartier technopôle en amont de la vallée de la Cheneau (213 m).
| Metz quartier Grigy-Technopôle | Metz quartier Borny | Coincy        |
| Metz quartier Grigy-Technopôle | La Grange-aux-Bois  | Ars-Laquenexy |
| Peltre                         | Ars-Laquenexy       | Ars-Laquenexy |

### Faune et flore
La Grange-aux-Bois est entouré de nombreux bois qui marquent ses versants : le bois de la Maccabée et le bois de la Dame (244 m) au nord, le bois d’Aubigny (240 m) à l’est et le bois de Mercy (251 m) au sud.

### Urbanisme
D'une superficie de 201 ha (4,8 % de Metz), le quartier compte 4 864 habitants (3,9 % de la population messine) pour environ 1 511 logements (2.6 % du nombre de logements de Metz).

## Histoire
La Grange-aux-Bois est un territoire agricole de l’ancienne commune de Borny.
Le quartier de la Grange-aux-Bois a été créé de toutes pièces en 1974 et propose aux messins « la campagne à la ville » avec un programme de 1 900 logements. Il est élaboré sous la forme d’une zone d’aménagement concerté de 185 hectares et son urbanisation est concédée à un aménageur public : l’Office de Rénovation Urbaine de Metz, société d’économie mixte (devenue par la suite SAREM).
En 1981, un parti d’aménagement bipolaire a remis en cause l’organisation de la partie sud qui s’appuie désormais autour d’un centre d’équipements et de commerces.
En 1985, afin de relancer la construction, un nouveau schéma de développement de la partie nord a donné la priorité aux espaces publics et a offert une plus grande variété dans les types d’habitat.
En 1994, la réglementation du secteur nord s’adapte au profit de programmes de maisons individuelles (lotissements), correspondant mieux à la demande des habitants. Construction d’une église.
En 2000, des modifications permettent l’achèvement de cette ZAC.
La Grange-aux-Bois appartient au canton de Metz-Ville-4.

## Lieux et monuments

### Enseignement
- École maternelle de la Clairière ;
- École primaire Pilatre De Rozier ;
- École maternelle Grigy G. aux Bois Symphonie ;
- École primaire Jean de la Fontaine.

### Lieux événementiels
- Parc des expositions de Metz qui occupe une surface de 50 hectares et appartient au Groupe international GL Events[5] ;
- Foire internationale de Metz ;
- Centre socioculturel de la grange ;
- Foire de Metz, qui se déroule au mois de mai.

### Édifices religieux

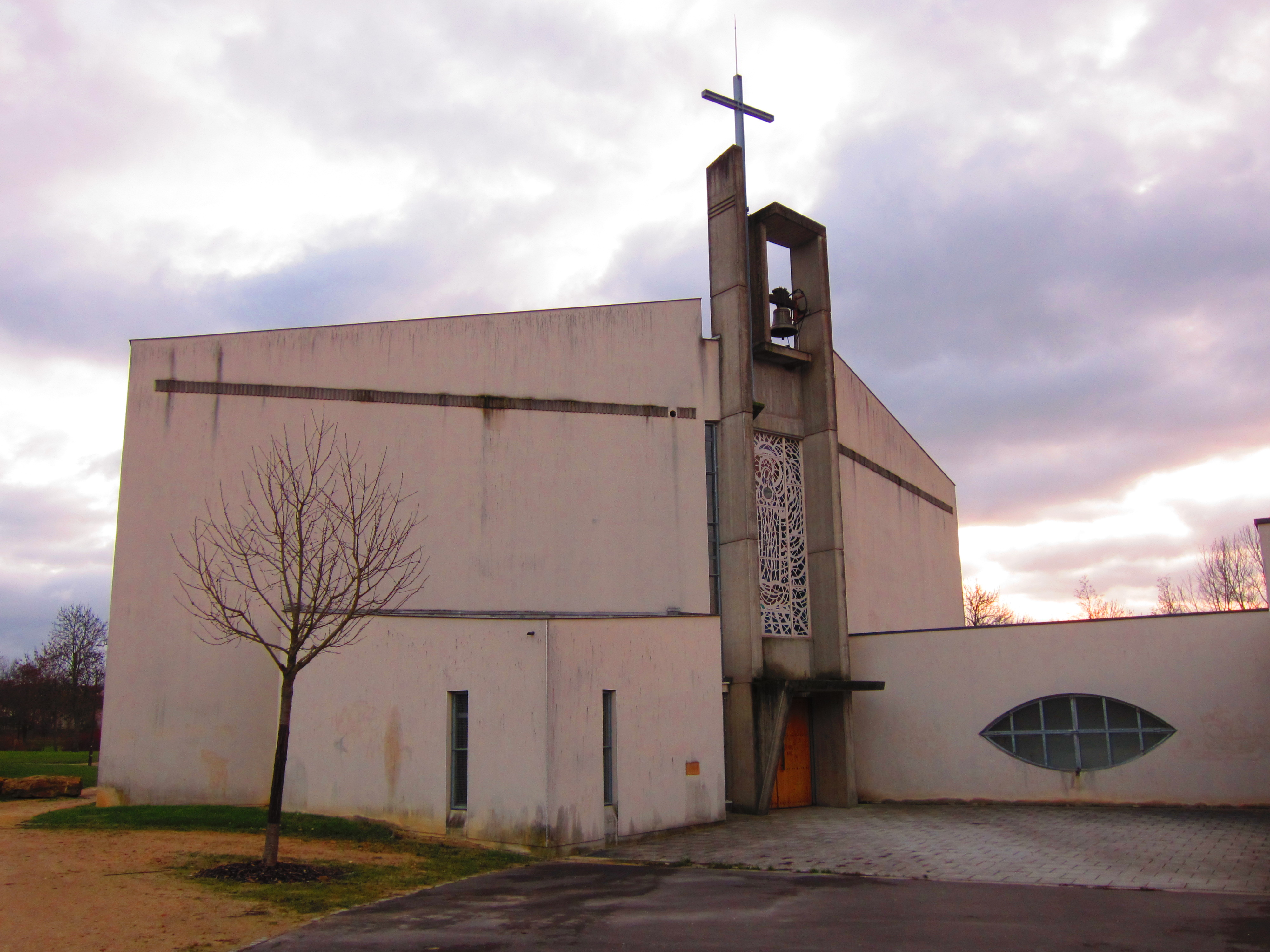
Église Notre-Dame-de-la-Confiance.

- Église Notre-Dame-de-la-Confiance, 14 rue du Nid de Sogne : modeste église consacrée en 1994 ; cour intérieure ; clocher de 14 m ; intérieur en forme d'éventail symétrique ; autel en pierre de Jaumont ; le vitrail au-dessus de la porte d'entrée représente une Vierge très figurée[6] ;
- Église néo-apostolique, proche des hangars de la Foire internationale de Metz ;
- Église protestante évangélique baptiste Le Colombier, 3 rue de la Passotte : implantée à Metz depuis 1976 et installée à La Grange-aux-Bois depuis juillet 2007.